# Браузе, Фридрих Август Вильгельм фон
Фридрих Август Вильгельм фон Браузе (нем. Friedrich August Wilhelm von Brause; 10 сентября 1769, Цайц, Саксония-Анхальт — 23 декабря 1836, Франкфурт-на-Одере) — саксонский, впоследствии прусский военачальник, генерал от инфантерии. Участник наполеоновских войн. Почётный гражданин города Франкфурт-на-Одере.

## Биография
Представитель прусско-саксонского дворянского рода фон Браузе. Сын саксонского генерал-майора и коменданта Лейпцига Ганса Карла фон Браузе (1718—1800).
В 12-летнем возрасте поступил на военную службу юнкером в саксонский пехотный полк. Под командованием своего отца в 1786 году стал прапорщиком, в 1789 году — поручиком.
Участник Войны первой коалиции, в 1793 году принял участие в осаде Майнца и сражении при Кайзерслаутерне.
В 1806 году в ходе русско-прусско-французской войны участвовал в битве при Заальфельде.
Позже сражался на стороне французов. В 1809 году отличился в Ваграмской битве.
В 1813 году под командованием генерала Иоганна фон Тильмана участвовал в секретных переговорах по подготовке передачи саксонских войск противникам французов. 18 октября 1813 года, будучи командиром 1-й саксонской пехотной бригады, фон Браузе перешёл на сторону союзников в день Битвы народов под Лейпцигом.
Перешёл на прусскую службу в чине генерал-майора. В 1815 году под командованием генерала Тильмана, защищал Вавр от войск французского генерала Эммануэля Груши, благодаря чему задержал противника и содействовал поражению Наполеона при Ватерлоо.
После Венского конгресса и раздела Саксонии в 1815 году, фон Браузе присоединился к прусской армии и 5 сентября 1818 года был назначен командиром 5-й дивизии во Франкфурте-на-Одере.
Вышел в отставку в марте 1835 года.Умер в 1836 году и был похоронен на Старом кладбище во Франкфурте-на-Одере.

## Награды
Королевства Пруссия:
- Железный крест 2-го класса (1815)[2]
- Крест за выслугу лет[нем.]
- Орден Красного орла 3-го класса (1820)[3]
- Орден Красного орла 2-го класса с дубовыми листьями (1824)[4]
- Орден Красного орла 1-го класса с дубовыми листьями (1827)

Иностранные:
- Орден Святого Генриха рыцарский крест (королевство Саксония)
- Орден Святого Владимира 3-й степени (25 января 1817, Российская империя)
- Орден Святой Анны 1-й степени (4 декабря 1834, Российская империя)
- Орден Почётного легиона, кавалер (Первая французская империя)